# Ricard Mestre Ventura
Ricard Mestre Ventura (Vilanova i la Geltrú, 19 de febrer de 1906 - Ciutat de Mèxic, 13 de febrer de 1997), conegut com a "Ricarditu", fou un lliurepensador descendent d'una família menestral. Va ser membre de la CNT (Confederació Nacional del Treball) i de la FAI (Federació Anarquista Ibèrica), la seva afiliació i el seu carisma el portaren a ocupar càrrecs institucionals i de govern a Vilanova durant la Guerra Civil. Col·laborà en premsa escrita, publicant sovint amb el pseudònim de José Riera. Es casà amb Silvia Mistral amb qui s'exilià a Mèxic on fundà l'Editorial Minerva i la Biblioteca Social Reconstruir.

## Biografia
La seva mare, Francisca Ventura González, treballava a domicili, i el seu pare, Ricardo Mestre Beltrán, com a encarregat de la secció de cables de la fàbrica Pirelli de Vilanova i la Geltrú. Ricard Mestre estudià als escolapis, i encara que no hi va finalitzar els estudis primaris, assolí una gran passió per la lectura. De manera autodidacta adquirí una vasta cultura, essent un usuari empedreït de la Biblioteca Víctor Balaguer. Treballà en diferents oficis des dels 12 anys, exercí d'aprenent en un teler i en el taller d'un ebenista; fou peó en la construcció del Metro de Barcelona i xofer; fins que s'estabilitzà i regentà un petit negoci molt popular, el quiosc Minerva de la Rambla Principal.
Idealista i agitador, era considerat un personatge controvertit a la seva població natal. Als 13 anys el detingueren en una reunió clandestina, i als 16 organitzà un míting anarquista a la capital del Garraf, en el qual participaren cenetistes com Joan Peiró. L'agost de 1931 fou un dels dos representants dels 4.000 treballadors de Vilanova al Ple Regional de Sindicats celebrat a Barcelona. El 1932 és un dels delegats fundadors de la Federación Ibérica de Juventudes Libertarias i el 1934 entrà a la FAI. A començament dels anys trenta es feu membre del grup "A" de la FAI, amb Jacinto Toryho i Abelardo Iglesias. Defensava que la cultura serviria com a valor que transformaria la humanitat i sempre es mostrà en contra de la pena de mort.
Feu col·laboracions en la premsa local i dirigí el 1930 el setmanari polític Estela. Diversos articles publicats a l'Estela li comportaren problemes amb la justícia, essent substituït en la direcció per Pere Pujol. Fou promotor de la publicació barcelonina Terra lliure, on col·laborà entre 1935 i 1936. Va ser propietari i director de la revista Catalunya fins al desembre de 1937, quan fou substituït per Joan Peiró. Catalunya pretenia ser l'òrgan regional de la CNT en català, però sembla que Ricard Mestre no podia dedicar suficient atenció a la tasca directiva.
El 19 de juliol de l'any 1930 la publicació Estela oferia als seus lectors un breu text titulat "Diàleg futur". Una mòmia i un ressuscitador mantenien un breu diàleg amb connotacions antimilitaristes. Tot i no haver passat la censura, fou publicat, i això comportà que el Jutjat Permanent d'Instrucció de la Capitania General de la Quarta Regió Militar iniciés el sumari 513/930 contra Ricard Mestre. El 14 de setembre es publicava el poema "La hidra" de Guerra Junqueiro de contingut anticlerical. Aquest poema també comportà una altra denúncia a Ricard Mestre, però aquest cop per la via civil. Els escrits polèmics continuaren el 4 i l'11 d'octubre, fins que la pressió fou insuportable, de tal manera que hi hagué un relleu en la direcció de la publicació. Pere Pujol Navarro comunicà el 25 d'octubre a l'Ajuntament de Vilanova que "ignorándose el paradero de Ricardo Mestre Ventura, se ha hecho cargo de la dirección d'Estela". Efectivament, durant una bona temporada Ricard Mestre restà desaparegut. Algun dels articles comportà malestar en un alt comandament militar que es reuní amb diversos regidors de l'Ajuntament. Un d'ells, Bonaventura Orriols, alertà Ricard Mestre de les greus repercussions que podria tenir el seu escrit. Aquella col·laboració d'un regidor de dretes marcà la conducta de Ricard Mestre durant la Guerra Civil. Vetllà perquè no hi hagués execucions durant els moments de més repressió i conflictivitat a la rereguarda.

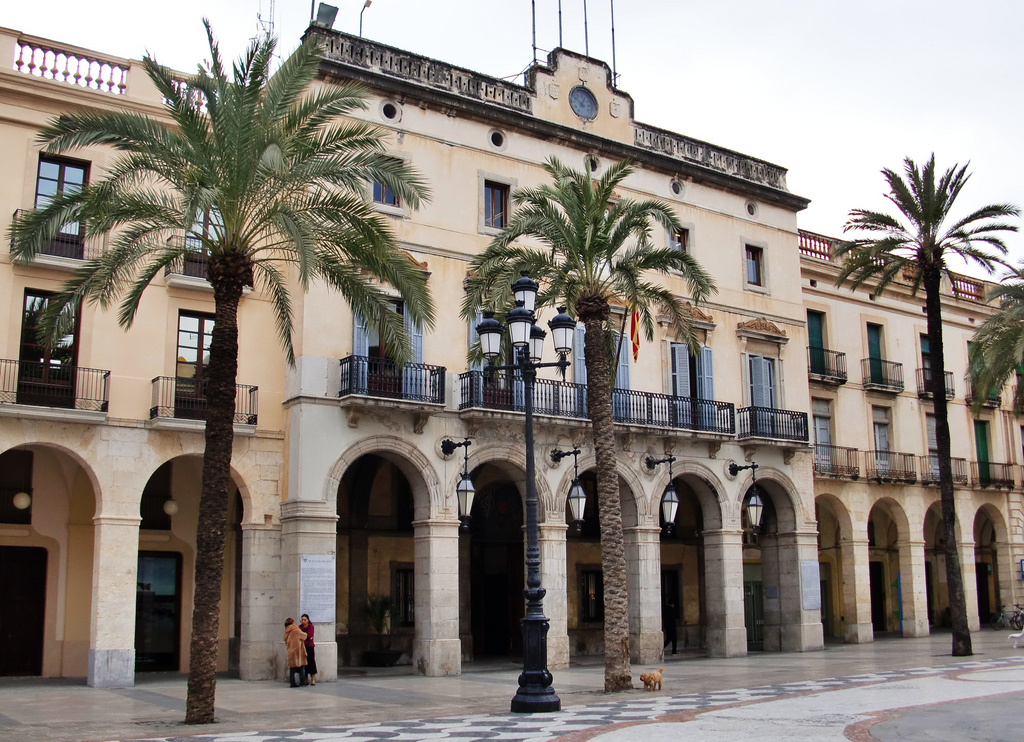
Vista de l'Ajuntament de Vilanova i la Geltrú amb el balcó principal al centre de la imatge. Sota la Plaça de la Vila, hi ha un dels refugis antiaeris construït durant la Guerra Civil.

### Revolució de 1934
La Revolució de 1934 en una població fabril com Vilanova tingué greus repercussions. Del dia 5 al 9 d'octubre se succeïren vagues, actes vandàlics, trets i detonacions d'artefactes explosius. La tarda del dia 5, abans que ho fes Companys, es declarà la República Catalana des del balcó de l'Ajuntament de Vilanova. El dia 6, es constituí l'anomenat Ajuntament Provisional Revolucionari. Aquell primer dia, en sessió extraordinària, sis membres de l'Aliança Obrera ocuparen els llocs on fins aleshores s'asseien els regidors de la Lliga Catalana. Un dels nous "regidors" fou Ricard Mestre, que al seu torn parlà com a representant de la FAI. Aclarí que els dos anarquistes que eren presents col·laborarien amb l'Ajuntament durant el període revolucionari per assolir la llibertat que li pertoca a la classe obrera. Quan s'aixecava el ple, Joan Ventosa entrà comunicant que la Generalitat era atacada.
| «                | Quan hores després arriben notícies de l'atac militar al Palau de la Generalitat i de la capitulació del govern català, s'encenen els ànims a la vila. Esclata la violència. Els consellers, reunits en sessió, debaten la situació. Però quan sorgeix una proposta d'atacar amb explosius la caserna de la guàrdia civil, els membres de l'Esquerra, amb l'Alcalde al front, decideixen abandonar l'Ajuntament. No era possible accedir a que des de la pròpia institució municipal s'instigués a cometre actes violents. No hi havia justificació possible, per molt crispada que fos la situació. | » |
| — Rodríguez Solà | |   |

Des d'aquell moment, el balcó de l'Ajuntament fou emprat per realitzar arengues que encoratjaven la població a continuar amb la revolució i a desobeir els rumors que arribaven de Barcelona. Ricard Mestre també es dirigí als vilanovins representant la FAI en el grup de l'Aliança Obrera. Transmeté a la població la sol·licitud de treva per part de la Guàrdia Civil per tal que les seves mullers poguessin anar a comprar. El diumenge 7, dia de mercat, la calma es trencà, hi hagué un tiroteig, els revoltats assetjaven la caserna de la Guàrdia Civil i hi hagué una explosió de dinamita provinent del clavegueram proper a la caserna. Els efectes d'aquella revolta foren dos civils i tres membres de la força pública morts. El dia finalitzà amb la Casa de la Vila ocupada per la Guàrdia Civil, forces de carrabiners i fins i tot membres de l'exèrcit de la marina arribades en el destructor José Luis Díez. Sufocada la rebel·lió, la repressió fou severa i sovint arbitrària. L'exèrcit detingué nombrosos càrrecs electes i dirigents sindicals. El dia 10 d'octubre sota l'estat de guerra a Catalunya, es destitueix la representació de la coalició d'esquerres. L'alcalde, Antoni Escofet, fou detingut i empresonat al vaixell Uruguay.
| «         | La Guàrdia Civil també va intentar detenir el dirigent anarquista Ricardo Mestre. De fet, els agents van anar al seu quiosc, que es deia Minerva, i van calar foc a l'establiment. Quan es cremava el quiosc, un guàrdia civil va dir a la meva mare que tant de bo jo hi fos a dins, explicava molts anys més tard el propi dirigent anarquista vilanoví. El regidor Ventura Orriols, en saber d'aquesta amenaça contra mi, em va passar recado perquè m'amagués a casa seva, però no hi va haver necessitat, explicava Ricardo Mestre, qui finalment va trobar amagatall en un altre lloc. Ricarditu va romandre en la clandestinitat fins al 21 de desembre de 1934 per evitar ser detingut. | » |
| — Canalis | |   |

### Guerra Civil

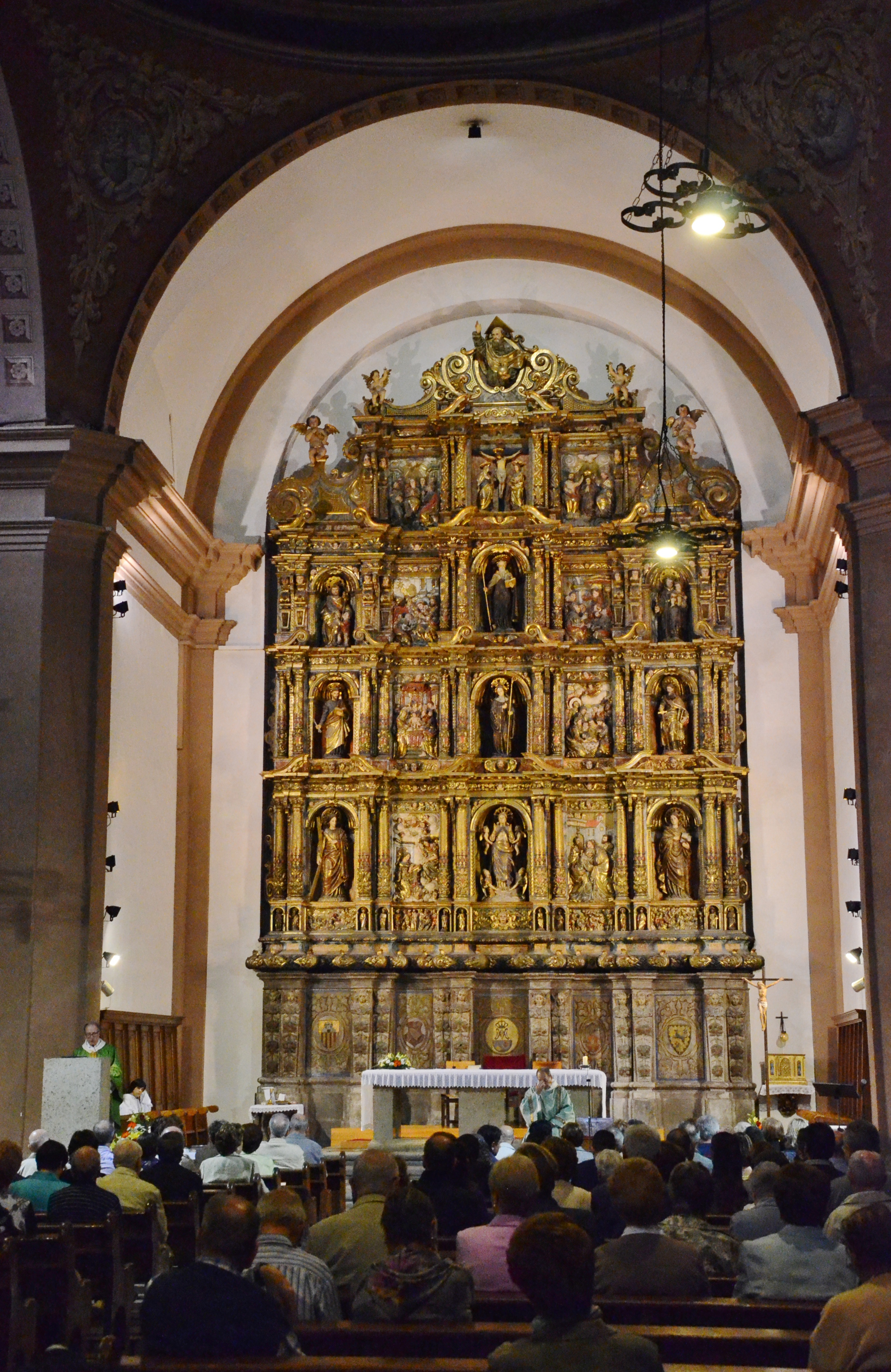
Interior de l'església parroquial de Santa Maria de la Geltrú; fins a l'any 1936 hi sonava un orgue de tubs; el retaule del segle XVII és atribuït a Josep Tramulles.

El 21 de juliol de 1936, les tres parròquies de Vilanova foren assetjades i s'organitzaren fogueres amb imatges i objectes de culte. Ricard Mestre, home que ocupava autoritat dins de la CNT, impedí que els avalotats cremessin el retaule barroc del segle xvii de Santa Maria de la Geltrú.
| «         | I ell va anar a la Geltrú, sabent que era una mica difícil aturar aquella febre… I ell els va dir aquestes paraules: Atureu-vos! Això és art i des d'ara serà per al poble!. Tenia una veu poderosa. Me'n recordo que quan parlava, se'l sentia. I aquestes paraules, doncs, van parar l'embranzida, relatava Orriols. El mateix Ricardo Mestre, que al final de la guerra civil es va exiliar a Mèxic, va assenyalar que també els pagesos de la col·lectivitat agrària que es constituiria més endavant van ajudar a salvar el retaule: Qui va contribuir a salvar el retaule va ser sobretot un pagès… Van convertir l'església de la Geltrú en el lloc de la col·lectivitat dels pagesos i aquests van ser els que van fer que no destruïssin el retaule. Un dels pagesos era en Joan Raspall, que quan van venir els franquistes el van afusellar. | » |
| — Canalis | |   |

Aquell que era considerat un revolucionari i un idealista fou impulsat pels seus companys a assumir càrrecs rellevants a Vilanova durant la Guerra Civil.
Des del 22 de juliol s'estableix el Comitè de Defensa Local, substituint l'Ajuntament legalment constituït. CNT, FAI i PSUC ocupen el poder efectiu a Vilanova en detriment d'ERC i el seu alcalde, Antoni Escofet Pascual, que resten en una posició residual. De fet, la CNT es pot dir que era qui dominava el Comitè, ja que controlava els homes armats que hi havia al carrer. Ricard Mestre ens desvetlla el moment en què s'originà el Comitè:
| «         | El Comitè de Defensa Local es va constituir d'una manera molt peculiar… Es va constituir abans que se sublevessin els militars. | » |
| — Canalis | |   |

El 9 d'octubre de 1936 la Conselleria de Seguretat Interior aprova dos decrets, el primer comporta la supressió dels comitès locals i el segon la constitució d'ajuntaments amb els representants de tots els partits i sindicats del Front d'Esquerres de Catalunya. Des del 17 d'octubre l'òrgan de governació de Vilanova fou el Consell Municipal. La presidència era diferent a cada sessió, Ricard Mestre, en representació de la CNT, fou el conseller que més vegades presidí aquell organisme. Tasca que realitzava els dies en què el consell havia de tractar les qüestions més delicades. També era present al Comitè de Defensa Local, òrgan format el 20 de juliol de 1936 i al qual assistia amb més predisposició. El 26 d'agost de 1936 el Comitè va nomenar-lo Jutge de Primera Instància i Instrucció de Vilanova, fins que fou designat el titular professional el juny de 1937 per la Generalitat.
Ricard Mestre va salvar moltes vides humanes durant la Guerra Civil. Un dels casos documentats transcorregué a l'estació de Vilanova quan del tren baixà Pompili Pagès, escolapi que no havia trobat un lloc per amagar-se a Barcelona i tornava a Vilanova. El dirigent de la CNT, que els dies de més fervor revolucionari controlava personalment qui arribava a la població, li recriminà el seu retorn i li indicà una adreça on procurarien per ell. Sempre vetllà que no hi hagués execucions, però ell mateix reconeixia:
| «         | Dels companys meus, total, n'hi havia un, que tenia bastants anys. Era l'únic que no llegia. I aquest sí, aquest volia matar els capellans i burgesos. | » |
| — Canalis | |   |

El Consell Municipal establert des del 17 d'octubre de 1936 encara no segueix totes les disposicions de la Generalitat i específicament en un punt: no s'ha nomenat alcalde. El 17 de març de 1937 l'Ajuntament queda legalment constituït, s'escull l'alcalde, 5 consellers regidors i 17 consellers. En el darrer consell presidit per Ricard Mestre és nomenat alcalde Joan Recasens de la CNT. Es constata que hi ha hagut un pacte entre les diferents forces i s'observa que la CNT a Vilanova continuarà ocupant una posició predominant. Els Fets de Maig del 1937 han comportat que arreu de Catalunya el PSUC hagi augmentat en representació en detriment de la CNT i del POUM, que desapareix. Malgrat això, a Vilanova encara hi ha dos regidors del POUM. El 27 d'octubre la situació es normalitzarà i els dos representants del POUM desapareixen en favor del PSUC. El conseller Ricard Mestre lamenta l'exclusió del POUM del Consell.
Ricard Mestre abandona el consistori de manera definitiva el 20 de maig de 1938. Tot i que no consta el motiu a l'acta, hem de suposar que és per incorporar-se a l'exèrcit quan va ser cridada la seva lleva. Fou milicià de la cultura a la brigada 133.

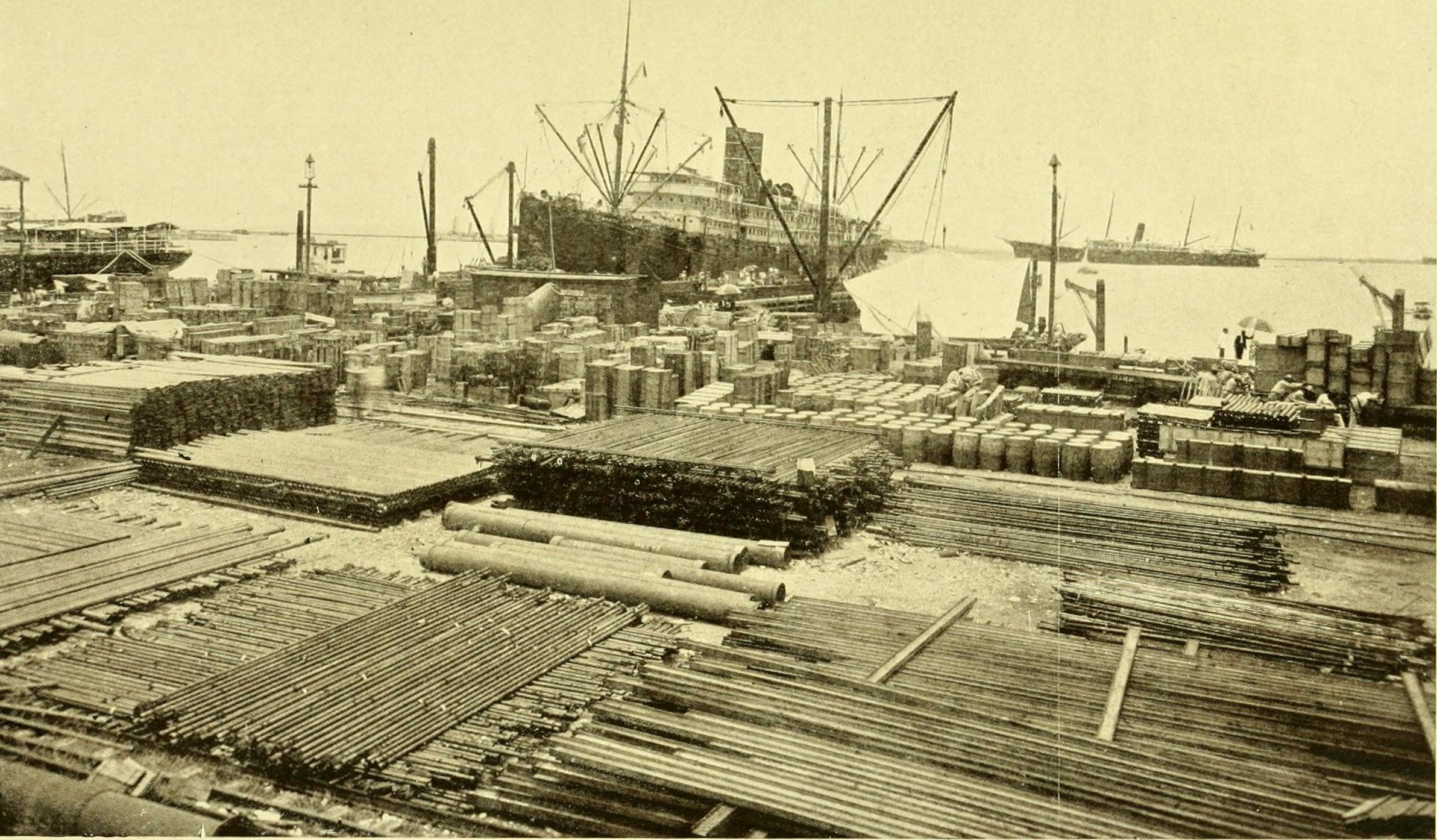
Port de Veracruz a principis del.

### Exili
Entre finals del 1938 i principis de 1939 es casà amb Hortensia Blanch. Assetjat pels comunistes i pels sollevats, fuig primer a Barcelona, a Girona es trobà amb la seva esposa i després anaren a França. Allí foren separats els homes de les dones i reclosos en camps de concentració diferents, ell cinc mesos al Camp d'Argelers. Malgrat que no era un camp altament repressiu, fou testimoni de com algunes persones embogien, intentaven creuar el mar a peu per arribar a Amèrica. Un oficial de l'armada sovint s'aproximava, amb una maleta, arran de mar esperant el vaixell que l'havia de portar a Amèrica. Ricard Mestre, pogué exiliar-se a Mèxic amb la seva muller gràcies al Servei d'Evacuació de Refugiats Espanyols. S'embarcaren el 6 de juny de 1939 a Bordeus a bord del vaixell Ipanema i arribaren a Veracruz el 7 de juliol de 1939.
Un cop a Mèxic, fou separat de la seva muller durant uns dies en albergues diferents, d'aquesta manera s'incentivava als exiliats que busquessin allotjament per ells mateixos. Després es van ajuntar a la Casa Arsenia de la Calle Tacuba al Centro Histórico. Posteriorment, reprèn contacte amb altres exiliats vilanovins com Joan Ventosa, Benito Collado (secretari sindical de la construcció) o Patricio Redondo (president de la Delegació del CENU). Aquell grup heterogeni organitzà el Secretariat de Relacions dels Vilanovins a l'Exili per recaptar i enviar diners per a altres refugiats que a França passaven penúries econòmiques. Un altre dels vilanovins que hi col·laborà des de Mèxic fou l'exalcalde de Vilanova Antoni Escofet Pascual.
A Mèxic, ven llibres a comissió per a l'Editorial América, també ven material per a pintors. Fundà el 1940 amb Miquel Àngel Marín i Ramon Pla Armengol l'Editorial Minerva, que romangué activa fins al 1946. També fundà amb Miquel Àngel Marín Unión Distribuidora de Ediciones, empresa dedicada a la venda de llibres. A l'editorial Minerva va aparèixer un llibre titulat Éxodo, diario de una refugiada española escrit per Silvia Mistral, la seva esposa, on es relaten les desventures que ambdós pateixen fins a arribar a Mèxic. A més a més de títols de producció pròpia, també es publicaren traduccions de l'anglès i del francès de molts llibres per al Comité de Propaganda Interaliado. A Unión Distribuidora de Ediciones, treballà amb altres exiliats com Fidel Miró, company de les Joventuts Llibertàries, que ocupà el càrrec de gerent de vendes o Elvira Godàs.
El primer d'abril de 1943, fou testimoni de l'atac d'uns cent comunistes mexicans que actuaren a les ordres del comunisme ibèric contra l'exili anarquista. Hi hagué un assalt amb aldarulls a la seu del Centro Ibero-Mexicano que fou avortat per la policia mexicana. Anys més tard Ricard Mestre declarà que la gent de la CNT no foren molestats mai més quan ell s'encarregà d'enviar un missatge a Joan Comorera on li manifestava la capacitat d'emprendre represalies si es repetien els disturbis.
Durant els primers anys d'exili mantingué una forta relació d'amistat amb Hermós Plaja; En contacte epistolar Ricard Mestre informa a Hermós Plaja el 1942 de l'arribada d'un amic comú, l'advocat Abel Velilla a Veracruz (Mèxic) a bord del Sao Thomé, amb vuit companys més. Tant a Mestre com a Plaja els sembla que els diferents vaixells porten una quantitat mínima de cenetistes. Aquella amistat s'escapçà entre 1945 i 1946 quan prenen posicions orgàniques a la CNT diferents. Mentre Plaja es mostra anticolaboracionista, és a dir, no creu que l'anarquisme pugui col·laborar amb partits per fer front al franquisme; Mestre es posiciona en una de les faccions que desitgen aquella col·laboració, concretament està al capdavant del Boletín Pro-Unidad, amb J. Prego i A. Hernández.
Un grup heterogeni d'exiliats d'orientació antitotalitarista que es trobava a Mèxic fundaren la secció mexicana de Socialismo y Libertad a principis dels anys quaranta. Entre ells hi havia Víctor Serge, el sindicalista francès Marceau Pivert, Julián Gorkín o Gustav Regler. Socialismo y Libertad s'adheria al Front Obrer Internacional integrat per partits de diferents països com el Partit Obrer d'Unificació Marxista o el Partit Laborista Independent on militava George Orwell. Posteriorment al moment fundacional Ricard Mestre s'hi adherí. Fou, un intent de plantejar un nou començament a partir d'un sever diagnòstic de les vicissituds i experiències del moviment obrer internacional i dels diferents corrents socialistes. Malgrat el fracàs, queda com un esforç en aquella direcció. En aquell moviment, Socialismo y Libertad també hi havia Bartomeu Costa-Amic, un altre editor català a Mèxic.
Fou Mestre qui va convèncer Costa-Amic perquè publiques 41 o el muchacho que soñaba en fantasmas, l'any 1963. Paolo Po era el pseudònim de l'autor que va voler quedar en l'anonimat. Aquesta novel·la és considerada la primera de temàtica obertament homosexual a Mèxic. Mestre indicava a Costa-Amic:
| «                     | Mira, jo no entenc bé que tingui a veure el cul amb la revolució, però si aquests volen fer la revolució movent-lo, els ajudarem. | » |
| — Bartomeu Costa-Amic | |   |

Un cop jubilat el 1977, va fundar sense subvencions de caràcter públic la Biblioteca Social Reconstruir dedicada a difondre idees llibertàries. Esdevingué un centre de tertúlia i l'indret on forjà amistat amb intel·lectuals com Octavio Paz, Enrique Krauze o Gabriel Zaid. Amb dos fills nascuts a l'exili, va morir a Ciutat de Mèxic el 13 de febrer de 1997.

## Pensament
Fou membre de la CNT i de la FAI, de pensament anarquista, exercí en diferents càrrecs de poder l'any 1934 i sobretot durant la Guerra Civil. Justificà aquesta paradoxa per ser períodes de transició que havien conferir la llibertat que es mereixia la casse obrera. Es mostrà de forma oberta allunyat del comunisme, per la seva essència autoritària. Defensor de la no-violència, creia en la possibilitat d'una societat justa i fraterna. Això l'enfrontà amb companys anarquistes, rebutjant-ne la tendència profanadora i violenta d'alguns. Se sap que salvà la vida de diversos sacerdots. Manifestà:
| «           | Ni les bombes, ni els sabres, ni les metralletes contribueixen a fer algun bé a la humanitat. | » |
| — José Díaz |                                                                                               |   |

## Editorial Minerva
Fundada el 1940, fou la primera de les que els exiliats espanyols crearen a Mèxic. Deu el seu nom al quiosc que Ricard Mestre va regentar a la Rambla de Vilanova. L'Editorial Minerva romangué activa fins al 1946. Ricard Mestre, associat amb Miquel Àngel Marín i Ramon Pla Armengol van crear els Tallers Gràfics de l'Editorial Minerva, des d'on es van atendre les comandes de l'Editorial Hermes. Joan Sales hi treballà aprenent l'ofici de linotipista fins al seu retorn a Catalunya, alhora que hi tingué les seves primeres experiències editorials; Avel·lí Artís fou cap dels tallers tipogràfics durant alguns anys i diversos col·laboradors es van dedicar a la correcció de proves i a la traducció. A causa del trasllat de Miquel Àngel Marín a Nova York, el taller fou venut. De l'associació amb Miquel Àngel Marín es fundà també Unión Distribuidora de Ediciones.

### Alguns títols apareguts a la Editorial Minerva
- Mistral, Silvia, Éxodo. Diario de una refugiada española, Mèxic, Minerva, 1940, p.191.

Sílvia Mistral, pseudònim d'Hortensia Blanch i esposa de Ricard Mestre, escrigué un diari que va començar el 26 de gener de 1939 quan sortia de Barcelona cap a l'exili amb membres del Comitè Nacional de la CNT. Disposa d'un pròleg a càrrec de León Felipe.
- Antoniorrobles, El Refugiado Centauro Flores Novela al Dia, Mèxic, Minerva, 1944, p. 342.

Antoniorrobles, pseudònim d'Antonio Joaquín Robles Soler, amb un personatge fantàstic ofereix una visió de la Guerra Civil, el pas per un camp de concentració i el posterior exili.

## Biblioteca Social Reconstruir
La Biblioteca Social Reconstruir creada per Ricard Mestre el 1977, s'ubicà al número 45 del carrer Morelos del Distrito Federal mexicano, des d'on s'impulsà la revista Caos i la Editorial Reconstruir. A la biblioteca es custodiaven llibres que no han tornat a editar-se com per exemple Ricardo Flores Magón, el apóstol de la revolución mexicana, de Diego Abad de Santillán, publicat el 1925; La pornocracia, de Pierre-Joseph Proudhon, editat el 1892, i exemplars de periòdics de la Guerra Civil espanyola i de la publicació magonista Regeneración. Després de vicissituds econòmiques la biblioteca traslladà la seu i finalment tancà el juny de 2009. Una nova inauguració de la seu el 17 de febrer del 2015 posà de manifest l'aixoplug que ha suposat per al moviment punk a la capital de Mèxic. No disposa de subvencions i ha rebut discriminacions pel caràcter anarquista d'aquesta. És la única especialitzada en anarquisme a Mèxic.